# George Pastushok
George A. Pastushok (nacido el 13 de julio de 1922 y fallecido el 12 de diciembre de 2003) fue un jugador de baloncesto estadounidense que disputó una temporada en la BAA, y otra más en la ABL. Con 1,85 metros de estatura, jugaba en la posición de base.

## Trayectoria deportiva

### Universidad
Jugó durante su etapa universitaria con los Red Storm de la Universidad St. John's, siendo junto a Max Zaslofsky, Ray Wertis, Ken Keller y Jack Garfinkel los primeros jugfadores de la historia de dicha institución en llegar a jugar en la BAA o en la NBA.

### Profesional
En 1946 fichó por los Providence Steamrollers de la recién creada BAA, con los que disputó una temporada, en la que promedió 3,1 puntos por partido.
Al año siguiente fichó por los Paterson Crescents de la ABL, llegando a disputar con ellos doce partidos, en los que promedió 6,7 puntos.

#### Estadísticas en la BAA

##### Temporada regular
| Temporada | Edad | Equipo                  | Liga | Pos. | P  | TIT | MIN | TC  | TCA | %TC  | 3P | 3PA | %3P | TL  | TLA | %TL  | R.OF. | R.DEF. | REB | ASIS | ROB | TAP | PER | FP  | PTS |
| 1946-47   | 24   | Providence Steamrollers | BAA  |      | 39 |     |     | 1.2 | 4.7 | .262 |    |     |     | 0.6 | 1.2 | .543 |       |        |     | 0.4  |     |     |     | 1.1 | 3.1 |
| Total     |      |                         | BAA  |      | 39 |     |     | 1.2 | 4.7 | .262 |    |     |     | 0.6 | 1.2 | .543 |       |        |     | 0.4  |     |     |     | 1.1 | 3.1 |